# Oana Pellea

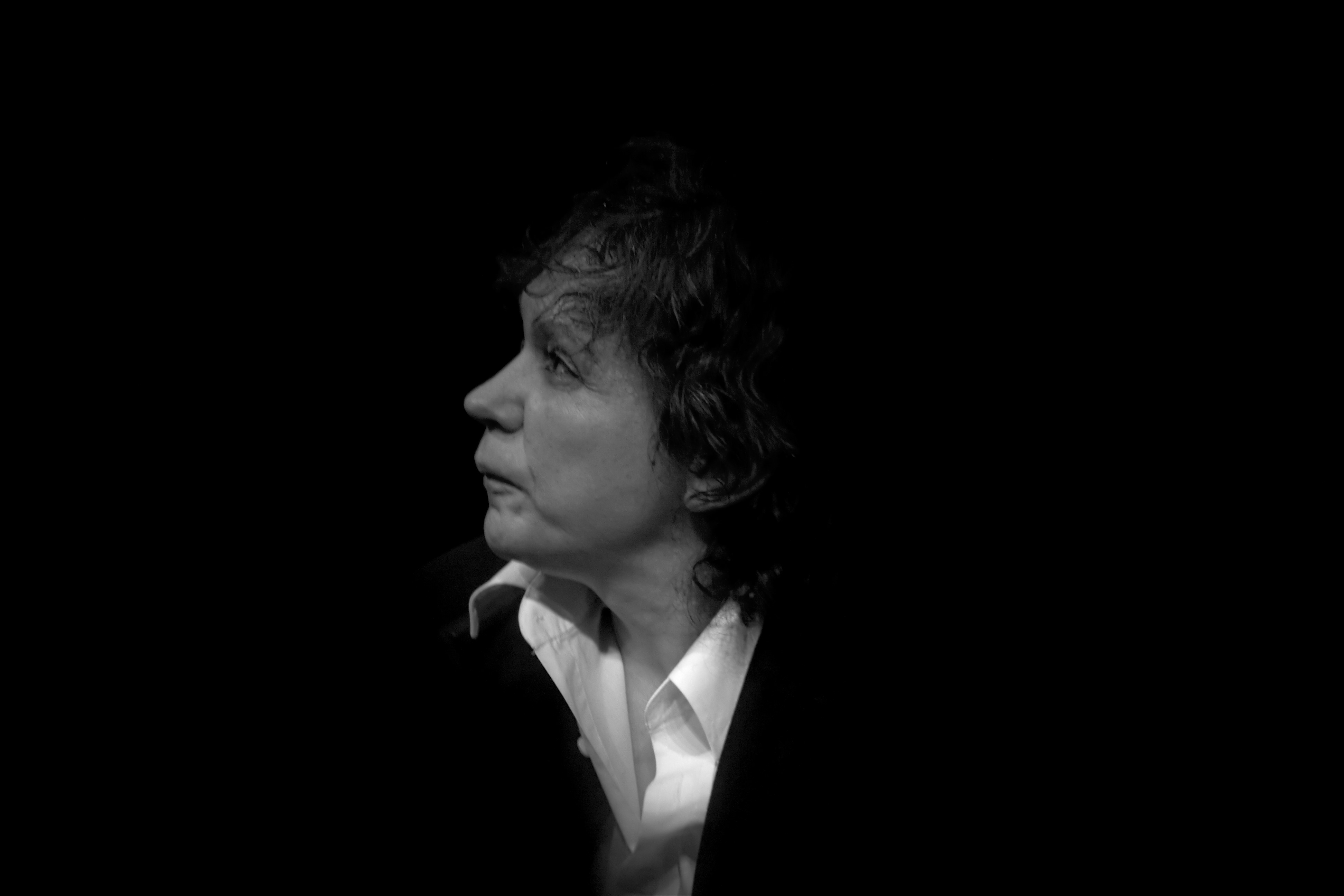
Oana Pellea

Oana Pellea (* 29. Januar 1962 in Bukarest) ist eine rumänische Theater- und Filmschauspielerin.

## Leben und Karriere
Oana Pellea ist die Tochter des Schauspielers Amza Pellea. Sie studierte bis 1984 an der Nationaluniversität der Theater- und Filmkunst „Ion Luca Caragiale“. Danach wurde sie als Theater- und Filmschauspielerin in Rumänien tätig.
Sie spielte in internationalen Filmproduktionen wie High Tension (2003), Children of Men (2006) und Bibliothèque Pascal (2010) mit.

## Filmografie (Auswahl)
- 1984: Der Mann mit dem Ring im Ohr
- 1989: Maria Mirabela în Tranzistoria
- 1990: Cine are dreptate?
- 1993: Vulpe – vânător
- 1994: Nostradamus
- 1995: Stare de fapt
- 2003: High Tension (Haute Tension)
- 2006: Children of Men
- 2007: I Really Hate My Job
- 2007–2008: Cu un pas inainte (Fernsehserie, 37 Folgen)
- 2010: Bibliothèque Pascal
- 2015: The Gambler
- 2018: Triplusec (Fernsehserie, 11 Folgen)